# ريتيفانليماب
ريتيفانليماب (Retifanlimab)، الذي يباع تحت الاغسم التجاري زينيز (Zynyz)، هو دواء يستخدم لعلاج سرطان خلايا ميركل.  على وجه التحديد لحالات المرض المتقدمة.  و يعطى عن طريق الحقن في الوريد. 
تشمل الآثار الجانبية الشائعة لهذا العقار على: التعب و آلام العضلات و الحكة و الإسهال و الحمى و الغثيان.  إضافة إلى ذلك، فقد تشمل الآثار الجانبية الأخرى اضطرابات مناعية بما في ذلك التهاب الكبد و التهاب القولون والتهاب الرئة وتفاعلات التسريب.  أما استخدامه أثناء الحمل فقد يؤدي إلى الإضرار بالجنين.  إنه جسم مضاد وحيد النسيلة يمنع مستقبل الموت المبرمج 1 (PD-1). 
تمت الموافقة على ريتيفانليماب للاستخدام الطبي في الولايات المتحدة في عام 2023. و تبلغ تكلفة الجرعة الواحدة فيها حوالي 15000 دولار أمريكي. 